# Кремальєра

Рух рейки

Кремальє́ра (фр. cremaillere, первісно — «регульований гак для казана») — механізм, що складається з зубчастого колеса і зубчастої рейки, який забезпечує перетворення обертового руху в лінійний і навпаки.

## Застосування

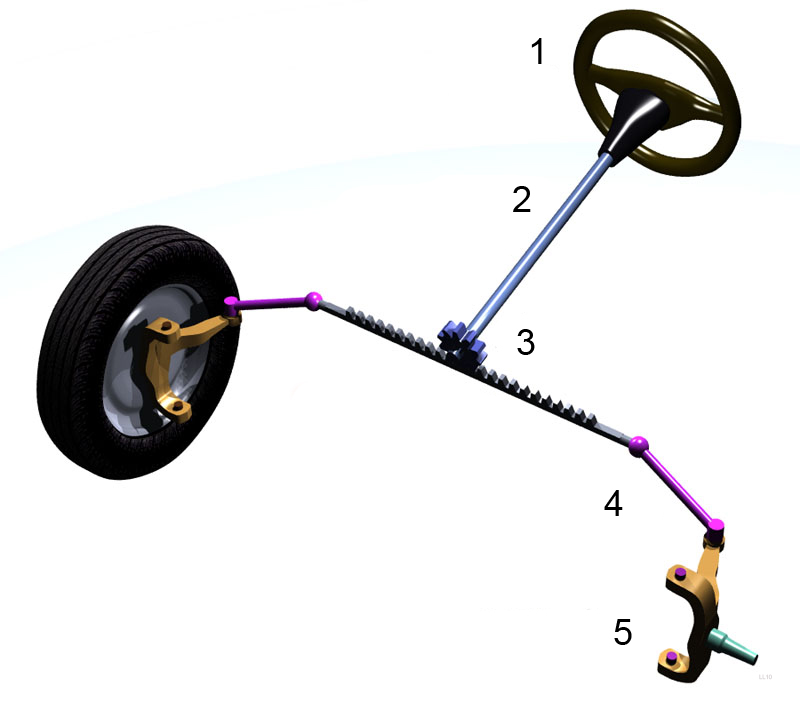
Рейковий механізм керування автомобілем

Сполучення рейки і триба часто використовують як складову простого лінійного привода, де обертання валу рушного руками або мотором перетворюється в лінійний рух. Механізм застосовується для плавного переміщення рухомих частин у верстатах, оптичних і вимірювальних інструментах (наприклад, у теодоліті), у кермовому управлінні більшості передньоприводних легкових автомобілів.
Зазвичай рушійний триб маленький, щоб передатне відношення зменшувало необхідний момент сили.

## Інтернет-ресурси
- Що таке фокусер? [Архівовано 11 січня 2012 у Wayback Machine.]
- Another animation [Архівовано 6 лютого 2012 у Wayback Machine.] of the rack and pinion mechanism.
- Kinematic Models for Design Digital Library (KMODDL) [Архівовано 7 липня 2009 у Wayback Machine.]